# Kinotavr 2016
Le Kinotavr 2016, 27e édition du festival, s'est déroulé du 6 au 16 juin 2016.

## Déroulement et faits marquants
Le film Un bon garçon d'Oxana Karas remporte le Grand Prix, Kirill Serebrennikov remporte le Prix de la mise en scène pour Le Disciple et le Prix du meilleur premier film est remis au film Le Travail d'un autre de Denis Shabaev.

## Jury
- Nikolaï Lebedev (président du jury), réalisateur
- Nina Zarkhi, critique
- Anna Parmas, scénariste
- Sergueï Chakourov, acteur
- Sergeï Machilski, directeur de la photographie
- Dzhanik Fayziev, producteur
- Maria Chalayeva, actrice

## Sélection

### En compétition
- Docteur (Врач) de Iouri Koutsenko
- Year of Literature d'Olga Stolpovskaya
- Zoologie (Зоология) d'Ivan Ivanovitch Tverdovski
- Ivan d'Alyona Davydova
- Collector d'Alexeï Krasovski
- Big Village Lights (Огни большой деревни) d'Ilya Uchitel
- After You're Gone d'Anna Matison
- Wake Me Up (Разбуди меня) de Guillaume Protsenko
- Dreamfish d'Anton Bilzho
- Le Disciple (Ученик) de Kirill Serebrennikov
- Un bon garçon (Хороший мальчик) d'Oxana Karas
- The man from the future (Человек из будущего) de Roman Artemiev
- Le Travail d'un autre de Denis Shabaev
- I Know How to Knit (Я умею вязать) de Nadejda Stepanova

### Film d'ouverture
- Pétersbourg. Seulement par amour (Петербург. Только по любви) de Renata Litvinova, Anna Parmas, Oksana Bytchkova, Aksinia Gog, Natalia Koudriachova, Natalia Nazarova, Avdotia Smirnova

### Film de clôture
- Maison à louer avec toutes les inconvénients (Сдается дом со всеми неудобствами) de Vera Storojeva

### Hors compétition - Cinéma sur la place
- 8 meilleurs rendez-vous (8 лучших свиданий) de Marius Vaisberg
- Le Guerrier (Воин) d'Alexeï Andrianov
- Jours d'élection 2 (День выборов 2) d'Alexandre Barchak
- Ivan Tsarevich et le loup gris 3 (Иван Царевич и Серый волк 3) de Darina Schmidt
- La boîte (Коробка) d'Edouard Bordoukov
- Pas de lune de miel (Не свадебное путешествие) de Dmitri Izmestiev
- Vendredi (Пятница) d'Evgueni Cheliakine
- Le meilleur jour (Самый лучший день)  de Jora Krijovnikov
- Kikoriki. La Légende du dragon d'or (Смешарики. Легенда о золотом драконе) de Denis Tchernov
- Le Pays des merveilles (Страна чудес) de Dmitri Diatchenko et Maxime Svechnikov
- Les Super Bobrov (СуперБобровы) de Dmitri Diatchenko
- Hourra! Ce sont les vacances! (Ура! Каникулы!) de Maxime Demtchenko
- The Crew (Экипаж) de Nikolaï Lebedev

## Palmarès
- Grand Prix : Un bon garçon (Хороший мальчик) d'Oxana Karas.
- Prix de la mise en scène : Le Disciple (Ученик) de Kirill Serebrennikov.
- Prix du meilleur premier film : Le Travail d'un autre de Denis Shabaev.
- Prix du meilleur acteur : Constantin Khabenski dans Collector.
- Prix de la meilleure actrice : Natalya Pavlenkova dans Zoologie.
- Prix de la meilleure photographie : Denis Firstov pour Collector.
- Prix du meilleur scénario : Konstantin Chelidze pour Big Village Lights .
- Prix de la meilleure musique : Giorgio Giampa et Igor Vdovin pour Wake Me Up.